# Detective Dee e i quattro re celesti
Detective Dee e i quattro re celesti (狄仁杰之四大天王, Di Renjie zhi Sidatianwang) è un film del 2018 diretto da Hark Tsui.

## Trama
Il detective Dee si deve destreggiare dalle accuse dell'Imperatrice e indagare al contempo su una serie di inspiegabili crimini che stanno gettando nel caos la città.

## Distribuzione
Il film è stato distribuito nelle sale cinematografiche statunitensi dal 27 luglio 2018.